# Eurasiatiska språk
Eurasiatiska språk är en hypotetisk språkfamilj föreslagen av Joseph Greenberg. Den har mycket gemensamt med den nostratiska språkfamiljen, men innefattar delvis andra familjer.
- Indoeuropeiska språk
- Uraliska språk
- Altaiska språk
- Koreanska
- Japanska
- Ainu
- Nivchiska
- Tjuktji-kamtjatkanska språk
- Eskimåisk-aleutiska språk
- Etruskiska